# Колесников, Иван Сергеевич (командир)
Иван Сергеевич Колесников (1894—1921) — руководитель крестьянского восстания, воронежский союзник антоновцев, командир 3-й Партизанской армии.

## Биография
Родился в 1894 году в селе Старая Калитва Острогожского уезда Воронежской губернии. Воевал в годы Первой мировой войны, дослужился до чина вахмистра. В 1918—1919 годах воевал в составе Красной армии, в мае 1919 года был рядовым красноармейцем конной разведки 107-го (с августа 1919 года — 357-го) стрелкового полка 40-й Богучарской стрелковой дивизии. В конце мая того же года его назначают командиром взвода, затем — комендантом штаба полка, а в начале января 1920 года — командиром 3-го батальона 357-го стрелкового полка. Только во второй половине 1919 года Колесников был ранен не менее двух раз. Вероятно, после очередного ранения Колесников 18 июня 1920 года вступил в должность казначея своего полка и в конце месяца убыл в командировку в отдел снабжения дивизии. Летом 1920 года дезертировал.
5 ноября 1920 года возглавил крестьянское восстание в Воронежской губернии против продразвёрстки и мобилизации, начавшееся в его родном селе Старая Калитва. Из восставших крестьян организовал Повстанческую дивизию от двух до шести тысяч бойцов (2-5 полков), а в особо крупных операциях участвовало до 15 тысяч повстанцев. На вооружении повстанцев было 4-6 пушек и 20-40 пулеметов. В середине декабря у деревни Твердохлебово советские части наголову разбили дивизию Колесникова, и он ушёл в Старобельский уезд, где принял участие в захвате Старобельска и Сватово вместе с атаманом Каменюкой. В январе 1921 года отряд Колесникова вернулся в Воронежскую губернию и выбил красных из родного села. Восстание заново охватило сёла Богучарского, Острогожского, Павловского уездов. В феврале Повстанческая дивизия занимает Калач, а затем штурмует Новохопёрск, где несёт значительные потери. Понимая, что силы неравны, и восставшие скоро будут разбиты, остатки сил Колесникова (не более 500 человек) пробились на северо-восток к Тамбову. 24 февраля они присоединились к антоновцам, Колесников стал командующим 3-й Партизанской (Конно-подвижной) армии и руководил совместными действиями воронежских и тамбовских повстанцев. 22 марта 1921 года у села Талицкий Чамлык Тамбовской губернии отряд Колесникова был разбит красными.
Волнения в Воронежской губернии не прекращались, и Колесников решил вернуться домой. В апреле его отряд занял Старую Калитву, Верхний и Нижний Мамон. Повстанцы безуспешно пытаются захватить Богучар.
28 апреля 1921 года Иван Колесников был убит в бою выстрелом в спину у села Дерезоватое Воронежской области. По другой версии — погиб 12 мая в бою в районе Коротояка.